# Сверлило камышовое
Сверлило камышовое, или сверлило камышевый, или сверлило прибрежный (Phragmataecia castaneae) — ночная бабочка семейства древоточцев.

## Описание

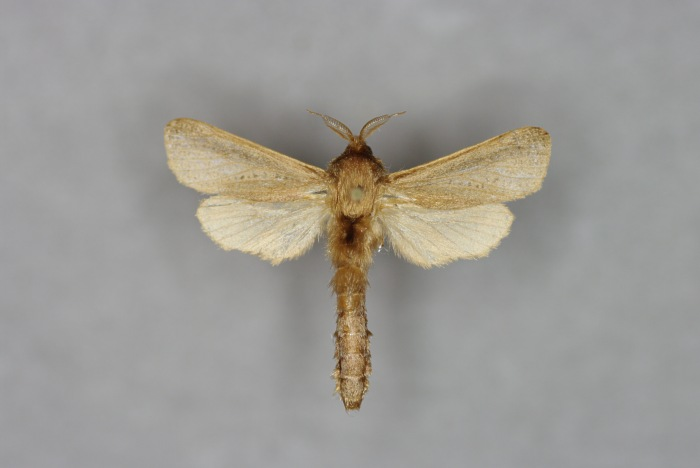

Размах крыльев 27—62 мм. Длина переднего крылья 17—24 мм. Самки крупнее самцов. Крылья серого цвета, в мелких тёмных пестринках. Задние крылья светло-серого цвета. Брюшко бабочек — очень длинное. Передние ноги покрыты длинными волосками. Усики самцов в прикорневой части являются перистыми.
Время лёта в июне и июле. Вид обычен по берегам водоемов и болот/ Гусеницы развиваются внутри стеблей тростника — сначала вблизи прикорневой части, затем поднимаются выше по стеблю. Кормовые растения гусениц: Phragmites australis, Phragmites communis, Phragmites gigantea, Phragmites pumila, Saccharum officinarum, Saccharum spontaneum, Sorghum propineum.

## Ареал

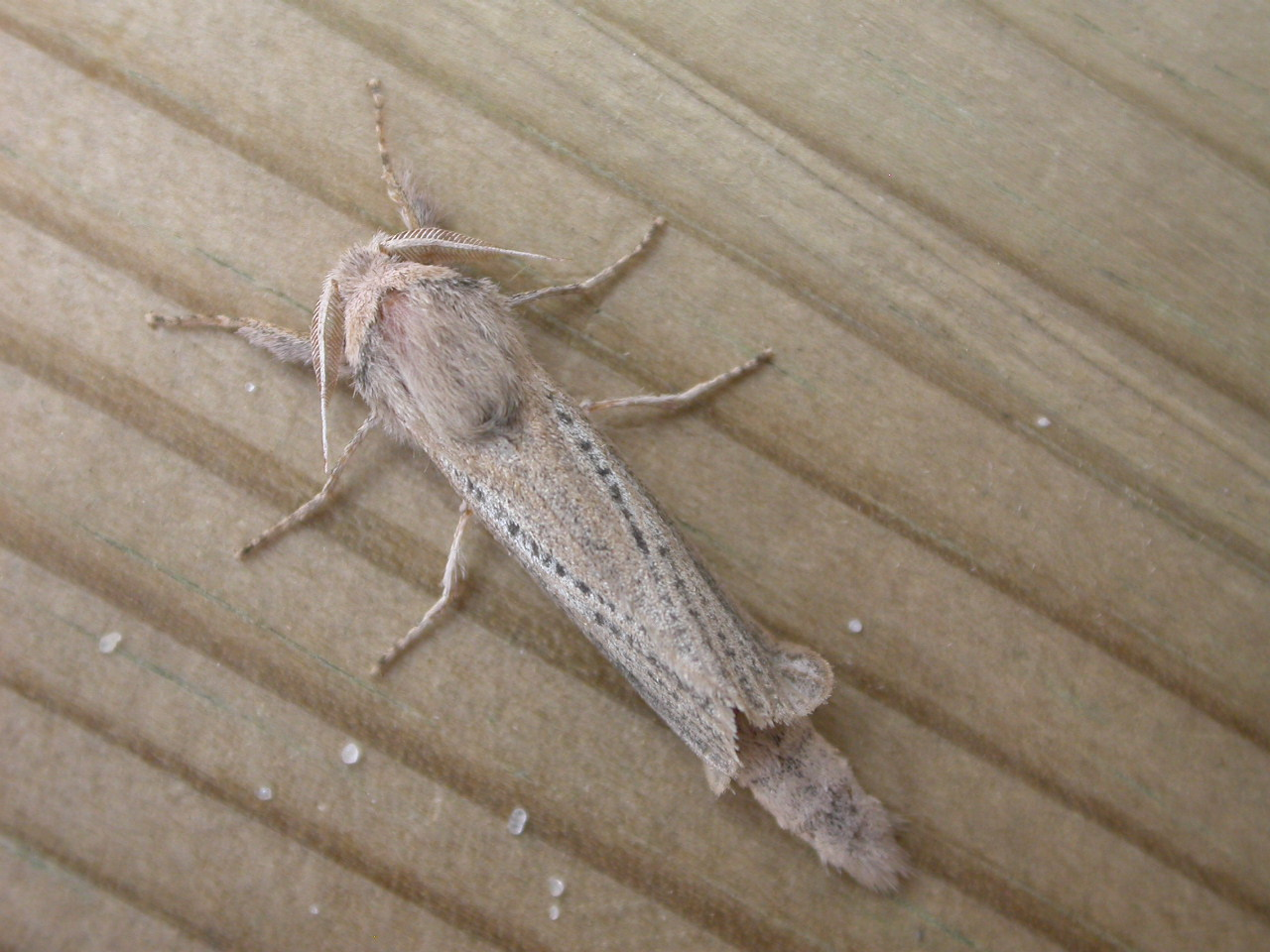

Обитает в Центральной и Южной Европе, на Кавказе и в Закавказье, на Ближнем Востоке, в Туркменистане, Казахстане, Сибири, на северо-западе Ирана, в Ираке, Сирии, на Шри-Ланке, на Мадагаскаре, Индии, Ливане, Турции, в западном Китае, Тунисе и Марокко.